# Анхаузен
Анхаузен (њем. Anhausen) општина је у њемачкој савезној држави Рајна-Палатинат. Једно је од 62 општинска средишта округа Нојвид. Према процјени из 2010. у општини је живјело 1.338 становника. Посједује регионалну шифру (AGS) 7138002.

## Географија
Анхаузен се налази у савезној држави Рајна-Палатинат у округу Нојвид. Општина се налази на надморској висини од 310 метара. Површина општине износи 9,5 km². У самом мјесту је, према процјени из 2010. године, живјело 1.338 становника. Просјечна густина становништва износи 140 становника/km².